# بخش مونتویل (شهرستان گیگا، اوهایو)
بخش مونتویل (به انگلیسی: Montville Township) یک منطقهٔ مسکونی در ایالات متحده آمریکا است که در شهرستان جی‌آگو، اوهایو واقع شده‌است.
 بخش مونتویل ۶۳٫۸ کیلومتر مربع مساحت و ۱٬۹۹۰ نفر جمعیت دارد و ۳۹۳ متر بالاتر از سطح دریا واقع شده‌است.